# Beşiktaş – Galatasaray en football
La rivalité entre le Beşiktaş JK  et le Galatasaray SK, se réfère à l'antagonisme entre deux des principaux clubs de football d'Istanbul, ville la plus peuplée de Turquie. Les deux clubs ont pour point commun le fait d'être situés sur le même rivage du détroit du Bosphore, dans le côté européen de la ville d'Istanbul.
Le bilan des confrontations comme le palmarès est à l'avantage du Galatasaray. Premier club turc à avoir remporté un titre européen (la Coupe UEFA 1999-2000), Galatasaray a remporté plus de championnats et de coupes de Turquie que Beşiktaş.

## Palmarès
| Compétitions          | Galatasaray | Beşiktaş |
| --------------------- | ----------- | -------- |
| Süper Lig             | 24          | 16       |
| Coupe de Turquie      | 18          | 11       |
| Supercoupe de Turquie | 17          | 11       |
| Coupe UEFA            | 1           | -        |
| Supercoupe de l'UEFA  | 1           | -        |
| Total                 | 61          | 38       |

## Confrontations
| Compétitions | Matches | Galatasaray | Nuls | Besiktas |
| ------------ | ------- | ----------- | ---- | -------- |
| Championnat  | 134     | 51          | 43   | 40       |
| Coupe        | 15      | 6           | 8    | 1        |
| Supercoupe   | 9       | 4           | 1    | 4        |
| Autres       | 92      | 32          | 21   | 39       |
| Totale       | 250     | 93          | 73   | 84       |